# Sinani (Burkina Faso)
Pour les articles homonymes, voir Sinani.
Sinani est une commune rurale située dans le département de N'Dorola de la province de Kénédougou dans la région des Hauts-Bassins au Burkina Faso.

## Santé et éducation
Le centre de soins le plus proche de Sinani est le centre de santé et de promotion sociale (CSPS) de Famberla.